# Терветское городище
Те́рветское городи́ще (Цукуркалнс, латыш. Tērvetes pilskalns (Cukurkalns)) — городище 1-го тысячелетия до н. э. — XIII в. н. э. в деревне Тервете Терветского края Латвии.
Поселение Тервете было главным экономическим и политическим центром земгалов. Из-за сходства вала с сахарными головами было также прозвано Цукуркалнс — Сахарная гора. 
Появилось в железном веке. В конце XIII века крепость земгалов была сожжена ливонцами. На месте её предзамка в XIV веке орден построил деревянную крепость.

## Описание
Городище находится на 19-метровом холме на берегу реки Тервете возле одноимённой деревни. На участке в пойме реки была вырыта канава (ров), а из земли насыпали валы и создали на поверхности холма треугольную площадку площадью 1000 м². Таким образом, городище имело мощную оборонительную систему: деревянная крепость, ров, валы высотой до 8 м, террасы с городнями, а также две линии укреплений. Линии укреплений были предзамком, площадь которого была больше основной части городища, там жили ремесленники. Деревянная крепость, построенная в  XI-XIII веках, имела бревенчатые стены, подпёртые брёвнами толщиной 30-40 см. Для жилья и хозяйственных нужд служили срубные дома с глиняными подовыми или деревянными полами. Печи делались не только из камней, но и из обожжённого кирпича, что было новой технологией для этой местности. С запада к городищу примыкал город, площадь которого составляла 10 га. 
До нашего времени сохранился ров, валы, углубление на месте бывшего колодца. К востоку от городища находятся руины замка Калнамуйжа.

## Исследование
Латвийские археологи Э. Бривкалне в 1951—59 годах и Ф. Загорскис в 1960 году исследовали половину от площади городища, т. е. 1460 м²: оборонительную систему (её раскопанные остатки сохранились плохо), жилые и хозяйственные постройки. Культурный слой — 7 м. Найдены орудия труда из железа и бронзы, литейные формы, оружие, керамика и украшения. На куске печи ювелира был найден вырезанный в глине обмазки рельеф XIII века, на котором древний художник изобразил играющего на свирели мужчину. Это редкий памятник, рассказывающий о культурной жизни того времени. Обнаружены и сами свирели. Целый ряд предметов, найденных на городище, свидетельствует о торговых и культурных связях с Русью и соседними странами.
- Памятник земгалу
- Северо-восточный склон
- Восточный склон